# Angstlokomotive
Als Angstlokomotive oder Angstlok bezeichnet man im Eisenbahnjargon eine Lokomotive bzw. allgemein ein Eisenbahnfahrzeug, das bereitgestellt wird, um Strecken von liegengebliebenen Zügen räumen zu können.
Die Bereitstellung kann auch dadurch geschehen, dass die Lokomotive im Zug mitgeführt wird. Bereitgestellt wird die Angstlok dann, wenn bei der Planung der Fahrten damit gerechnet wird, dass ein Zug liegenbleiben könnte, weil es sich z. B. um Versuchsfahrten handelt.
Auch bei Zügen, die aus historischen Fahrzeugen bestehen, beispielsweise mit Dampflokomotiven bespannt sind, wird gelegentlich eine Angstlok bereitgestellt oder im Zug am Zugschluss mitgeführt. Die Lok hat bei Dampfzügen oft auch die Funktion, die Wagen mit Energie zu versorgen oder in langen Tunneln Schiebedienst zu leisten, um die Verqualmung für die Fahrgäste zu reduzieren.
Des Weiteren werden Atommülltransporte in Deutschland in der Regel von mehreren Angstlokomotiven verfolgt.
Bei der Zentralaustralischen Eisenbahn werden Angstlokomotiven im Regelbetrieb mitgeführt, da weite Teile der nicht ganz 3000 km langen Strecke zu abgelegen für einen schnellen Eingriff liegen. Ebenso verkehren in Südafrika nur Mehrfachtraktionen, um das Risiko des Liegenbleibens zu reduzieren.